# Pixel 2
Il Pixel 2 ed il Pixel 2 XL sono due smartphone Android prodotti da HTC e LG e commercializzati da Google. Sono stati annunciati il 4 ottobre 2017 come successori di Pixel e Pixel XL. La loro commercializzazione è cominciata il 19 ottobre 2017, mentre il 9 ottobre 2018 sono stati sostituiti da Pixel 3 e Pixel 3 XL.

## Storia
A marzo 2017 Rick Osterloh, responsabile della divisione hardware di Google, ha confermato che entro la fine dello stesso anno sarebbe stata rilasciata una nuova generazione di Google Pixel, dichiarando anche che non ci sarebbe stato un modello economico all'interno della stessa famiglia.
Google intendeva far produrre entrambi i modelli ad HTC, tuttavia dovette incaricare LG di produrre il modello XL. Il dispositivo HTC che avrebbe dovuto essere commercializzato come Pixel 2 XL è quello che è stato successivamente venduto come HTC U11+.
Google Pixel 2 e Pixel 2 XL sono stati importati negli Stati Uniti da Verizon e Project Fi. Il 4 ottobre 2018, Verizon ha smesso di commercializzarli.

## Specifiche

### Design
La parte posteriore di entrambi i modelli è realizzata in alluminio con un sottile rivestimento di plastica, dispone poi di una sezione superiore in vetro necessaria per il supporto allo standard Qi. A differenza della prima generazione, dove il modello XL era una semplice versione ingrandita del modello standard, il Pixel 2 XL differisce dal suo fratello minore nel rapporto d'aspetto: 18:9 invece del 16:9 del Pixel 2.

### Hardware
I dispositivi sono equipaggiati dal Qualcomm Snapdragon 835, supportati da 4 GB RAM LPDDR4X. Lo storage poteva essere 64 o 128 GB.

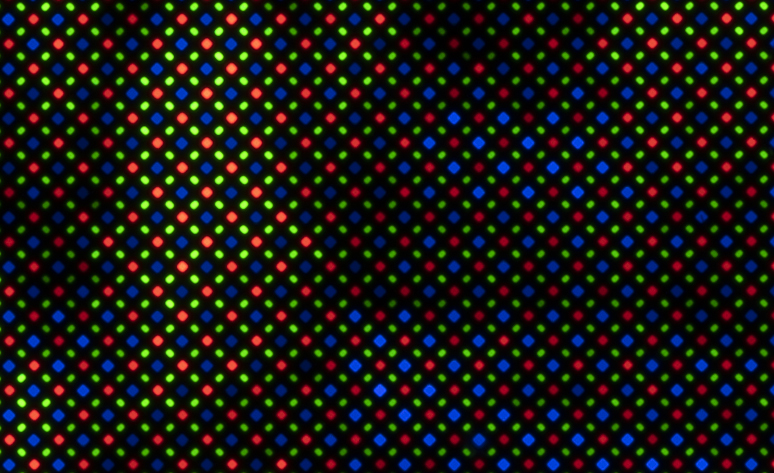
Ingrandimento del display di un Pixel 2 che mostra la disposizione diagonale dei pixel PenTile

Il Pixel 2 ha display da 5 pollici 16:9 di tipo AMOLED con una risoluzione 1080p e densità di pixel di 441 ppi, mentre l'XL dispone di un 6 pollici 18:9 1440p a 538 ppi.
Entrambi hanno una fotocamera da 12,2 megapixel in grado di registrare video:
- 4K a 30 fotogrammi per secondo;
- 1080p a 120 FPS;
- 720p a 240 FPS a rallentatore.

La fotocamera è dotata anche di autofocus e high dynamic range. Dispongono poi del processore di immagini Pixel Visual Core (sviluppato in collaborazione con Intel) per un'elaborazione digitale delle immagini più veloce, sebbene fosse disabilitato fino al rilascio di Android 8.1 avvenuto nel gennaio 2018.  L'hardware tuttavia non gli consente di supportare i video 4K a 60 FPS. Il Pixel 2 include lo stabilizzatore ottico dell'immagine che non era presente sul primo modello, utilizzato assieme alla stabilizzazione digitale.
Entrambi supportano la ricarica rapida USB Power Delivery, hanno un sensore di impronte digitali, dispongono della certificazione International Protection IP67 e sono predisposti per Google Daydream. Sono dual SIM, consentono di utilizzare allo stesso momento una nano-SIM ed una eSIM, supporto abilitato dalla beta 2 di Android Q tuttavia rimosso dalla beta 3.

### Software
I telefoni al momento del lancio sul mercato sono stati forniti con Android Oreo. Google ha assicurato un supporto software di tre anni, avvicinandosi alla media di quattro anni di supporto che Apple fornisce per i suoi iPhone. Il primo smartphone a montare la nuova versione di Android è stato tuttavia il Sony Xperia XZ1.
I nuovi Pixel includono anche una funzionalità chiamata "Active Edge" ispirata ad "Edge Sense" dell'HTC U11 che consente di attivare l'Assistente Google stringendo il telefono dai lati.
Questo telefono è stato anche la piattaforma di lancio di Google Lens, un'applicazione visualizzare informazioni pertinenti utilizzando l'analisi visiva della fotocamera. "Now Playing" consente poi al dispositivo di rilevare automaticamente la musica riprodotta nell'ambiente, registra attraverso il microfono e mostra il brano nella schermata di blocco.
Il 5 dicembre 2017 ricevono Android 8.1 Oreo.
Il 4 ottobre 2017 Google dichiara che continuerà ad aggiornare i dispositivi fino a ottobre 2020 e che disporranno del backup multimediale illimitato sul cloud ad alta qualità.
Android Pie è stato rilasciato al lancio, il 6 agosto 2018. Con il rilascio Pixel 3, alcune delle sue funzionalità peculiari sono state trasferite su Pixel 2 e Pixel 2 XL, inclusi aggiornamenti al software della fotocamera. I dispositivi sono aggiornabili ad Android 10 dal 3 settembre 2019.

### Reti cellulari
| Generazione | Standard                       | Bande                                                                 |
| ----------- | ------------------------------ | --------------------------------------------------------------------- |
| 2G          | GSM                            | 850, 900, 1800, 1900                                                  |
| 3G          | CDMA EVDO Rev A                | BC 0, 1, 10                                                           |
| 3G          | UMTS / HSPA + / HSDPA          | 1, 2, 3, 4, 8                                                         |
| 4G          | LTE-FDD                        | 1*, 2*, 3*, 4*, 5, 7*, 8, 12, 13, 17, 20, 25, 26, 28, 29, 30, 32, 66* |
| 4G          | LTE-TDD                        | 38*, 40, 41                                                           |
| 4G          | *Bande che supportano 4x4 MIMO |                                                                       |